# گرن، کبک
گرن (به فرانسوی: Guérin) بخشی در منطقه شهری تمیسکامنگ ناحیه آبیتیبی-تمیسکامنگ در استان کبک کانادا است. در سرشماری سال ۲۰۱۱ این بخش ۲۹۹ نفر جمعیت داشته‌است و مساحت آن ۲۰۳٫۱ کیلومتر مربع است.